# 渡辺光一
渡辺光一（渡邊光一、わたなべ こういち、1942年 - ）は、日本のジャーナリスト、国際政治学者。

## 略歴
1942年、東京生まれ。1966年東京外国語大学インド・パキスタン語学科卒業。NHK入社後、社会部、外信部記者を経てボン支局長、ニューデリー支局長、モスクワ支局長を務めた。衛星放送ニュースキャスター、放送文化研究所主任研究員を経て、1999年にNHKを退社。その後、駒沢女子大学人文学部教授、日本大学法学部講師などを歴任。

## 著書
- 『テレビ国際報道』岩波書店〈岩波新書〉、1992年 ISBN 978-4004302063
- 『外交官になるには』ぺりかん社〈なるにはbooks〉、1997年（2006年） ISBN 978-4831511454
- 『アフガニスタン - 戦乱の現代史』岩波書店〈岩波新書〉、2003年 ISBN 978-4004308287

## 編著
- 『マスメディアと国際政治』渡邊光一編、南窓社〈国際関係学叢書〉、2006年 ISBN 978-4816503412